# Livet är nu (album av Roosarna)
Livet är nu är ett studioalbum från 1988 av det svenska dansbandet Roosarna, med Kikki Danielsson. Titelspåret utkom 1987 på singel.

## Låtlista

### Sida A
1. Santo Domingo
2. Livet är nu
3. Din natt
4. En man med många drömmar
5. Guld & diamanter
6. Jag har hittat hem

### Sida B
1. Du och jag
2. Kärlekens spion
3. Jag är fri
4. 11 23 22 2, 54
5. Jag ser dej varje dag
6. Kärleken är min

### Fotnoter
1. ↑  ”Livet är nu”. Svensk mediedatabas. 25 februari 1988. http://smdb.kb.se/catalog/id/001487406. Läst 13 juni 2010.